# Oiclus
Genre
Oiclus est un genre de scorpions de la famille des Diplocentridae.

## Distribution
Les espèces de ce genre sont endémiques des Petites Antilles.

## Liste des espèces
Selon The Scorpion Files (27/05/2025) :
- Oiclus ardens Ythier, 2019
- Oiclus desirade Ythier & Ramage, 2025
- Oiclus cousteaui Ythier, 2019
- Oiclus nanus Teruel & Chazal, 2010
- Oiclus purvesii (Becker, 1880)
- Oiclus questeli Teruel, 2008
- Oiclus tipunch Ythier, 2019
- Oiclus tite Ythier, Jourdan & Malglaive, 2022

## Systématique et taxinomie
Ce genre a été décrit par Simon en 1880.

## Publication originale
- Simon, 1880 : « Études Arachnologiques. 12° mémoire. XVIII. Descriptions de genres et espèces de l'ordre des Scorpions » Annales de la Société entomologique de France, sér. 5, vol. 10, p. 377–398 (texte intégral).